# Каракамыс (озеро, Костанайский район)
Каракамыс (каз. Қарақамыс) — пересыхающее озеро в Костанайском районе Костанайской области Казахстана. Находится к северо-западу от села Ждановка.
По данным топографической съёмки 1958 года, площадь поверхности озера составляет 1,05 км². Наибольшая длина озера — 1,3 км, наибольшая ширина — 0,9 км. Длина береговой линии составляет 4,2 км, развитие береговой линии — 1,33. Озеро расположено на высоте 188,7 м над уровнем моря.